# Empires (VNV Nation)
Empires è il terzo album del duo futurepop VNV Nation, uscito nel 1999 in Europa e nel 2000 negli Stati Uniti per le etichette Dependant e Metropolis Records. L'album contiene elementi di synthpop, trance ed EBM ed è probabilmente l'album di maggior successo di critica del duo britannico, pietra miliare del genere da loro stessi creato, il futurepop.
L'album contiene anche elementi di musica classica, come cori e archi. Questi elementi hanno da sempre contraddistinto la musica dei VNV Nation.
Del brano Standing esiste una cover cantata da Cinderella Effect.
Nel 2000 uscirà Burning empires, un EP contenenti versioni alternative di alcuni brani.
Il 28 giugno 1999 è uscito il singolo Darkangel.
Il disco è stato composto esclusivamente utilizzando il sintetizzatore Access Virus, oltre a due campionatori di media-bassa qualità.

## Tracce
1. Firstlight
2. Kingdom
3. Rubicon
4. Saviour
5. Fragments
6. Distant (Rubicon II)
7. Standing
8. Legion
9. Darkangel
10. Arclight

Saviour è una traccia strumentale. La versione cantata, chiamata Saviour (Vox), è contenuta in Burning Empires, uscito nel 2000.